# Zaranie

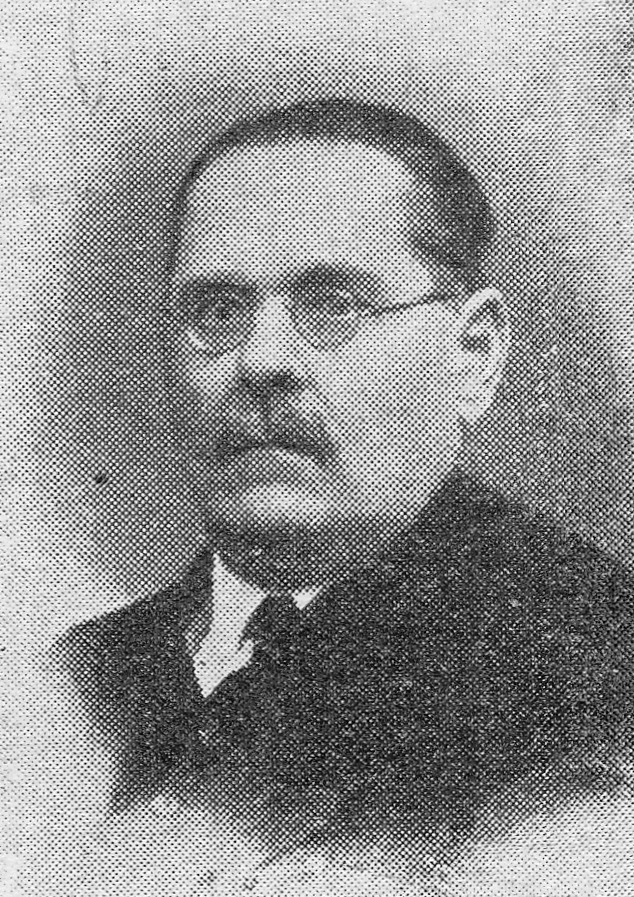
Maksymilian Malinowski - redaktor „Zarania”

Zaranie – tygodnik ludowy, poświęcony tematyce popularnonaukowej, politycznej i gospodarczej, wydawany w latach 1907–1915.

## Historia

### Tygodnik Zaranie
Pismo wychodziło legalnie w Warszawie w okresie od 28 listopada 1907 do 12 maja 1915 pod redakcją Maksymiliana Malinowskiego. Nazwę tygodnikowi dał Tomasz Nocznicki. Przy piśmie wychodziły dodatki poświęcone sprawom oświatowym „Sprawy Szkolne” (1912-1914) i przeznaczone dla młodzieży wiejskiej „Świt – Młodzi Idą” (1911-1914).  
Z tygodnikiem współpracowali między innymi: Tomasz Nocznicki, który umieszczał tu stały felieton pod tytułem „Chłop do chłopa”, oraz Irena Kosmowska, Maria Dąbrowska, Jadwiga Dziubińska, Stefania Bojarska i Mateusz Manterys. Działalność środowiska pisma wspierali przedstawiciele postępowej inteligencji z Towarzystwa Kultury Polskiej. Pismo poruszało tematykę wiejską, propagując nowe formy gospodarowania i organizacji społeczeństwa, a także ruch spółdzielczy i zakładanie kółek rolniczych. Antyklerykalizm tygodnika, przejawiający się demaskowaniem zachłanności księży, ukazujący ich niemoralne życie, spotykał się z atakami kleru. Zmasowane ataki duchowieństwa nie spowodowały jednak upadku „Zarania” chociaż zahamowały jego rozwój. W 1911 roku Kościół nałożył klątwę na Zaranie, a ruch zaraniarski nazwany został herezją religijną. Tygodnik bronił się punktując wsteczne dążenia społeczne i polityczne kleru oraz ukazując jego ujemną role kulturalną jak głównego gasiciela światła wśród ludu. Redakcja ze względu na ograniczenia cenzury nie mogła w pełni ujawniać swego stosunku do caratu i kwestii niepodległości Polski. Według opracowania Kmiecika, Malinowski, będąc doświadczonym redaktorem, umiał pomimo to przemycać różne słowa krytyki na temat aktualnej polityki rządu carskiego wobec społeczeństwa polskiego. Poczytność pisma ciągle wzrastała – w 1912 r. osiągnęło nakład 5 tys. egz. ale zasięg  jego oddziaływania na środowisko chłopów był znacznie większy, gdyż oceniano, że w tym czasie „Zaranie” miało około 50 000 czytelników. 

### Ruch zaraniarski
Od tytułu pisma przyjął nazwę ruch chłopski zwany ruchem zaraniarskim, z naczelnym hasłem Sami sobie. W myśl tego hasła zaraniarze liczyli na własne siły i dążyli do wyzwolenia chłopów polskich spod patronatu kleru i szlachty. W jego skład wchodzili m.in. członkowie i działacze byłego Polskiego Związku Ludowego i byłego Związku Młodej Polski Ludowej, oraz część czytelników wychodzącego od 1866 pisma „Zorza”. Ruch zaraniarski dążył do podniesienia na wyższy poziom życia społeczno-ekonomicznego i kulturalnego wsi, oraz uniezależnienia wsi od wpływu ziemian i kleru. Celom tym poza samym pismem służyło Towarzystwo Kółek Rolniczych im. Stanisława Staszica, a także zakładane przez zaraniarzy szkoły rolnicze i spółdzielczość wiejska. Organizatorką szkół zaraniarskich była w tym czasie Jadwiga Dziubińska. W latach 1913–1915 grupa „Zarania” coraz więcej uwagi zaczęła poświęcać sprawom politycznym. Nawiązano wówczas współpracę ze Związkiem Chłopskim i innymi środowiskami politycznymi związanymi z Komisją Skonfederowanych Stronnictw Niepodległościowych.
Po wybuchu wojny zaraniarze weszli do Zjednoczenia Organizacji Niepodległościowych, a następnie do Bloku Centrum. 6 grudnia 1914 r. Maksymilian Malinowski wspólnie z Ireną Kosmowską zorganizował zebranie „zaraniarzy”, którzy zaprotestowali wobec deklaracji Komitetu Narodowego Polskiego, skupiającego endeków i konserwatystów i popierającą Rosję w toczącej się wojnie. Po zamknięciu „Zarania” przez władze rosyjskie oraz aresztowaniu i wywiezieniu w głąb Rosji w lipcu 1915 ponad 150 zaraniarzy (wśród nich Maksymiliana Malinowskiego i Ireny Kosmowskiej), pozostali na wolności działacze, na czele z Tomaszem Nocznickim i Stanisławem Osieckim, utworzyli Stronnictwo Ludowe, które łącząc się ze Związkiem Chłopskim i Związkiem Ludu Polskiego dało początek Polskiemu Stronnictwu Ludowemu „Wyzwolenie”.